# Erebochlora tima
Erebochlora tima är en fjärilsart som beskrevs av Thierry-mieg 1892. Erebochlora tima ingår i släktet Erebochlora och familjen mätare. Inga underarter finns listade i Catalogue of Life.